# Podagrion holbeini
Podagrion holbeini är en stekelart som beskrevs av Girault 1923. Podagrion holbeini ingår i släktet Podagrion och familjen gallglanssteklar. Inga underarter finns listade i Catalogue of Life.